# Mormo olivescaria
Mormo olivescaria là một loài bướm đêm trong họ Noctuidae.